# Celestial Green Ventures
Celestial Green Ventures (CGV) é uma empresa irlandesa especializada no desenvolvimento e na implementação de projetos de redução de emissões de carbono através da metodologia REDD+ (Reduzindo Emissões através do Desmatamento e Degradação evitados). No momento, CGV possui um único projeto na Amazônia Brasileira: o Projeto de Conservação Trocano Araretama, localizado no Município de Borba, no estado do Amazonas.
A empresa tem sede corporativa em Dublin.

## Actividades
O Projeto Trocano Araretama é um plano de conservação florestal, proteção de biodiversidade e desenvolvimento de comunidades, criado em Junho de 2011 pela Celestial Green Ventures, em parceria com o Município de Borba e o Instituto Amazônia Livre. O projeto tem como objetivo Reduzir Emissões por Desmatamento e Degradação Florestal, promover o gerenciamento sustentável da floresta e melhorar os estoques de carbono (REDD+), no Município de Borba, na Amazônia Brasileira.